# Phaungkaza Maung Maung
Phaungkaza Maung Maung (tiếng Miến Điện: ဖောင်းကားစား မောင်မောင်, [pʰàʊɰ̃ɡázá màʊɰ̃ màʊɰ̃]}, 15 tháng 9 năm 1763 – 11 tháng 2 năm 1782) là vị vua thứ năm của triều đại Konbaung của Miến Điện. Maung Maung là con trai cả của Naungdawgyi, vua thứ hai của triều Konbaung, và hoàng hậu trưởng Shin Hpo U. Ông được phong Phaungga làm thái ấp. Vào ngày 5 tháng 2 năm 1782, hoàng tử 18 tuổi Phaungka giả làm vua vào cung điện và chiếm lấy ngai vàng trong khi người anh họ là vua Singu hành hương đến chùa Anyar Thiha Taw. Phaungkaza Maung Maung là vị vua nhà Konbaung yểu mạng nhất.
Chú của ông là Thân vương Badon (sau này là vua Bodawpaya) nhanh chóng đến cung điện và phế truất ông vào ngày 11 tháng 2 năm 1782. Maung Maung và hoàng hậu sau đó bị dìm chết ở sông Irrawaddy.

## Gia quyến
Ông có hai hoàng hậu, hoàng hậu chính là Shin Bai Toke, con gái của U Shun, em trai của tướng quân U Tun. Bà sinh một người con trai tên là Maung Yike, người đã nổi dậy chống lại Bodawpaya vào năm 1805, có căn cứ tại làng Kyun Hla. Hoàng hậu thứ hai là Me Bwar, cháu gái của vua Mahadhammaraza Dipadi, vị vua cuối cùng của triều đại Toungoo của Miến Điện. Bà không sinh đứa con nào.